# Taractrocera
Genre
Taractrocera est un genre de lépidoptères diurnes de la famille des Hesperiidae.

## Distribution
Les lépidoptères de ce genre sont présents en Asie et en Océanie. Des Taractrocera auraient été identifiés en Afrique mais ces lépidoptères pourraient en fait ne pas appartenir à ce genre.

## Description
Lors de sa description, Butler, sur la base de l'espèce Hesperia maevius découverte par Johan Christian Fabricius (renommée Taractrocera maevius), décrit ce genre comme ressemblant à Pyrgus mais avec des ailes plus étroites sur la partie avant et avec des palpes dressés. 
Les larves se nourrissent de graminées dont Bambusa et Oryza.

## Taxonomie
Le nom valide complet (avec auteur) de ce taxon est Taractrocera Butler, 1970,. Ce genre a pour espèce type Taractrocera maevius (Fabricius, 1793), initialement décrite sous le protonyme Hesperia maevius.

### Synonymes
Taractrocera a pour synonyme :
- Bibla Mabille, 1904

### Liste des espèces
Selon GBIF (20 avril 2023), le genre Taractrocera contient les espèces suivantes :
- Taractrocera aliena (Plötz, 1883)
- Taractrocera anisomorpha (Lower, 1911)
- Taractrocera archias (C.Felder & R.Felder, 1860)
- Taractrocera ardonia (Hewitson, 1868)
- Taractrocera ceramas (Hewitson, 1868)
- Taractrocera danna (Moore, 1865)
- Taractrocera dolon (Plötz, 1884)
- Taractrocera flavoides Leech, 1894
- Taractrocera ilia Waterhouse, 1932
- Taractrocera ina Waterhouse, 1932
- Taractrocera maevius (Fabricius, 1793)
- Taractrocera papyria (Boisduval, 1832)
- Taractrocera psammopetra Braby, 2015
- Taractrocera tilda (Evans, 1934)
- Taractrocera ziclea (Plötz, 1884)